# Lijst van voetbalinterlands Anguilla - Aruba (vrouwen)
Deze lijst van voetbalinterlands is een overzicht van alle officiële voetbalinterlands tussen de nationale vrouwenteams van Anguilla en Aruba. De landen hebben tot nu toe één keer tegen elkaar gespeeld. 

## Wedstrijden
| № | Plaats        | Datum      | Competitie           | Wedstrijd        | Uitslag |
| - | ------------- | ---------- | -------------------- | ---------------- | ------- |
| 1 | San Cristóbal | 9 mei 2018 | WK 2019 kwalificatie | Aruba − Anguilla | 2 − 1   |

## Samenvatting
| Competitie      | Totaal gespeeld | Winst Anguilla | Gelijk | Winst Aruba | Doelsaldo Anguilla – Aruba |
| --------------- | --------------- | -------------- | ------ | ----------- | -------------------------- |
| WK kwalificatie | 1               | 0              | 0      | 1           | 1 − 2                      |
| Totaal          | 1               | 0              | 0      | 1           | 1 − 2                      |

AFA · A-internationals · Anguillaans mannenelftal
· 2004 – 2009 · 2010 – 2019 · 2020 – 2029
Amerikaanse Maagdeneilanden ·
Antigua en Barbuda ·
Aruba ·
Barbados · 
Britse Maagdeneilanden ·
Cuba ·
Curaçao ·
Dominicaanse Republiek ·
Grenada ·
Kaaimaneilanden ·
Mexico ·
Puerto Rico ·
Saint Kitts en Nevis ·
Suriname
AVB · A-internationals · Arubaans mannenelftal
2006 – 2019 · 2020 – 2029
Amerikaanse Maagdeneilanden ·
Anguilla ·
Antigua en Barbuda ·
Barbados ·
Belize ·
Cuba ·
Curaçao ·
Dominicaanse Republiek ·
El Salvador ·
Grenada ·
Haïti ·
Nederlandse Antillen ·
Panama ·
Puerto Rico ·
Saint Kitts en Nevis ·
Saint Vincent en de Grenadines ·
Suriname ·
Trinidad en Tobago ·
Turks- en Caicoseilanden